# 梅迪尼夫卡
50°58′26″N 28°57′36″E / 50.97389°N 28.96000°E
梅迪尼夫卡（烏克蘭語：Мединівка），是烏克蘭的村落，位於該國北部，由日托米爾州的科羅斯堅區負責管轄，始建於1799年，面積1.58平方公里，海拔高度179米，2001年人口247，人口密度每平方公里156.33人。